# Schmidtiana insignita
Schmidtiana insignita là một loài bọ cánh cứng trong họ Cerambycidae.